# Янтиновые
Янтиновые, или янтиниды, или пузырчатки (лат. Janthinidae), — семейство морских брюхоногих моллюсков.

## Замечания по систематике
Согласно ревизии Beu, 2017  семейство расформировано и приравнено к синонимам семейства Epitoniidae. Входящие в состав янтиновых рода перемещены в состав семейства Epitoniidae.

## Описание

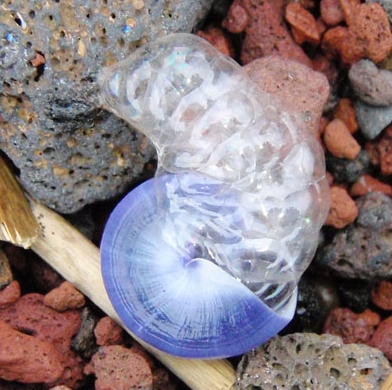
Янтина, выброшенная на сушу. В море моллюск плавает, пользуясь плотиком, созданным из пузырьков, склеенных специальным секретом

Раковина правозакрученная, чаще конической формы, спиральная, округлой формы, длиной до 40 мм. Раковина тонкая, без крышечки, очень тонкая и хрупкая. Поверхность раковины почти гладкая с отчётливо видимыми бороздками. Скульптура раковин образована только осевыми линиями роста. У рода Janthina раковина голубых или фиолетовых оттенков, у рода Recluzia похожа по форме на раковину лужанки (Paludina), беловатого цвета с буроватым эпидермом. Голова удлинена в виде короткого хобота. Глаза сидячие или незаметны. Жабры перистые. Нога состоит из двух частей: передней — трубчатой из-за загибания краёв, в которой происходит окружение пузырьков атмосферного воздуха слизистым секретом и их прикрепление к «поплавку» увеличения его; и задней части, к которой прикрепляется стержень поплавка.

## Биология
Моллюски обычно дрейфуют по волнам при помощи прочного губчатого «плотика-поплавка», который создается моллюском из вязкой слизи и пузырьков воздуха и имеющего вследствие взаимного давления многоугольную форму. Поплавок оканчивается суженным стебельком, который прикрепляется к ноге моллюска. Плавает вниз головой. Моллюски питаются обитающими на поверхности воды сифонофорами, медузами рода Velella и другими пелагическими беспозвоночными.

## Ареал
Пелагические моллюски, обитающие на поверхности открытого моря над большими глубинами. Широко распространены в тропических и субтропических областях Мирового океана, включая Атлантический океан, Индийский океан и Тихий океан. Захваченные течениями, периодически заносятся в холодные районы океана вплоть до берегов Ирландии, Японии.

## Классификация

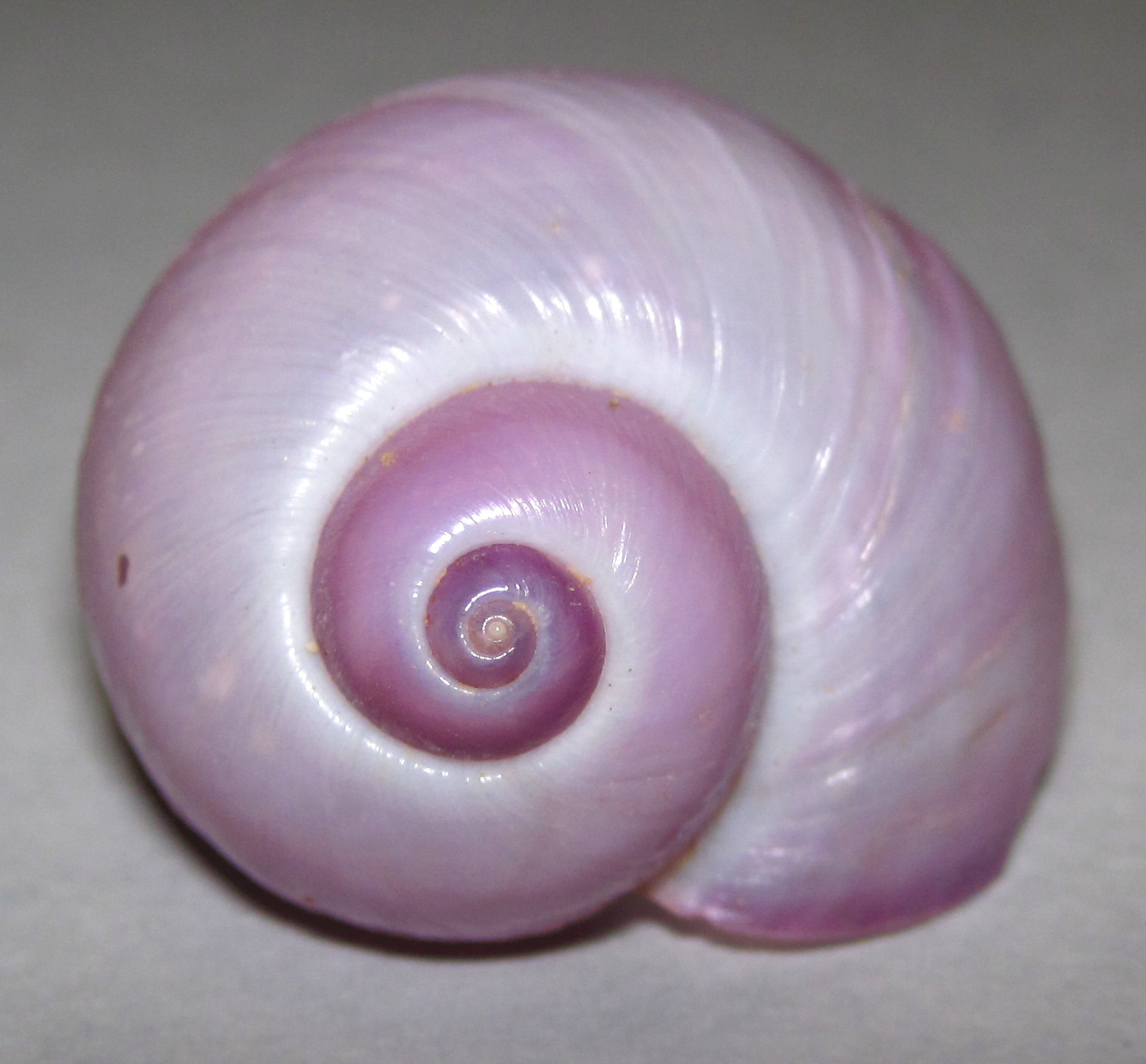
Janthina globosa

В состав семейства входит два рода Janthina и Recluzia:
- Janthina Röding, 1798
  - Janthina exigua Lamarck, 1816
  - Janthina globosa Swainson, 1822
  - Janthina janthina (Linnaeus, 1758)
  - Janthina pallida W.Thompson, 1840
  - Janthina umbilicata d'Orbigny, 1841
- Recluzia Petit de la Saussaye, 1853
  - Recluzia annamitica Wattebled, 1886
  - Recluzia jehennei Petit, 1853
  - Recluzia palmeri (Dall, 1871)
  - Recluzia rollandiana Petit de la Saussaye, 1853